# Bloemenbier
Bloemenbier is een Belgisch bier van hoge gisting.
Het bier wordt gebrouwen in De Proefbrouwerij te Hijfte.
Het is een amberkleurig bier met een alcoholpercentage van 7%. Dit bier wordt gebrouwen voor Lochristi, bekend om zijn bloemen.
Het bier wordt verkocht in flesjes van 33 cl. Hierop kleeft geen etiket, maar de flesjes zijn verpakt in een papieren wikkel met daarop de naam en informatie.